# 미카엘라 셰퍼
미카엘라 셰퍼(Micaela Schäfer, 1983년 11월 1일 ~ )는 독일의 모델, 배우, 사회자, DJ, 가수이다.